# Воно (психоаналіз)
Воно́ або Ід (лат. id, нім. das Es) — в психоаналізі одна із складових структур психіки. Являє собою комплекс потягів та витіснених бажань, прагнень знань про себе і самооцінок, які радикально суперечать її Я-концепції. Була описана Фрейдом в його творах—перший опис в «Тлумаченні сновидінь» (1899) і детальніший розгляд цієї моделі в творі «Я і Воно» (1923). Воно є безсвідомою частиною людської психіки, що у філогенезі психіки є найдавнішою складовою. В онтогенезі теж з'являється одним з перших, ще в дитячому віці. Працює за «принципом задоволення» своїх первинних бажань і бажань взагалі. Задоволення первинних бажань приносить людині щастя. Воно — це скарбниця примітивних інстинктивних прагнень, емоцій, спогадів, забутих дитячих образів

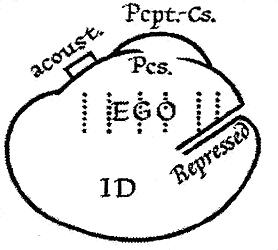
«Схемовий малюнок, що зображує основні скаладові людської психіки і їх взаємодію» (Зигмунд Фрейд, 1923)

За життя в соціумі у людей виникла інша структурна частка психіки — Над-Я (Супер-Еґо) — моралізатор, що обмежує прояв бажань у людини. Виникає вже коли дитина виховується в соціумі — через численні заборони і неможливість задовольнити всі свої бажання. Воно і Над-Я ведуть постійну «боротьбу», саме тому згідно з Фрейдом у людей проявляються психози та інші розлади.
Фрейд вважав, що інстинкт продовження роду (розмноження) перейняв на себе деякі функції інстинкту самозбереження. А саме агресивність і бажання «висунутись», що слугували колись давно для пошуку їжі, з розвитком цивілізації перейшли до інстинкту розмноження. Таким чином психоаналітик пояснював появу деяких сексуальних розладів. Але потім він звів інстинкт самозбереження до інстинкту продовження роду — отже психічні процеси у Фрейда стали тільки прояв сексуальної енергії — лібі́до. Цими інстинктами, що стали домінуючими в процесі еволюції і керується Воно. В пізніших працях сексуальний і деструктивний, руйнівний інстинкти, що постійно дуалістично протистоять одне одному мають назви «Ерос» і «Танатос».